# رود نیا
رود نیا (انگلیسی: Neya) یک رودخانه در استان کوسترومای کشور روسیه است.